# Enrique Torró Insa
Enrique Torró Insa (Cocentaina, 1922 - 2005) va ser un músic i compositor valencià.
Va fer carrera musical dins l'exèrcit espanyol, on aconsegueix plaça de trompeta solista a Osca, entre 1944 i 1955. En l'etapa aragonesa, estudia harmonia, instrumentació i composició. Posteriorment passa per Lleida, al mateix temps que trau l'oposició de fliscorn. Les seues següents destinacions són a Andalusia: San Roque i Algesires. El 1978 és nomenat Alfères Subdirector de Bandes Militars, i el 1980 és baixa a l'exèrcit i retorna a Cocentaina.
Entre 1982 i 1987 es fa càrrec de la direcció de la Música Nova d'Alcoi. El 1986 entra com assessor a la Unió d'Entitats Festeres de Moros i Cristians, on creu l'Arxiu de Música Festera. Va ser nomenat director honorífic i perpetu de la Unió Musical Contestana.

## Composicions[calcitació]

### Música de banda
- Cançó de festa, himne
- Himno de la U.N.D.E.F., himne
- lleugera Mujeres, suite
- Marcha triunfal, marxa processó
- Sant Hipòlit, marxa triomfal
- Sant Hipòlit, marxa processó

#### Marxa cristiana
- 25 anys de bucaner
- Almogávares de Almansa
- Almorávides de Caravaca
- Alumnes U.M.C. (Banda de Música «Unió Musical Contestana»)
- Capità Pere
- Els Vera de Petrer
- La batalla del barranc
- La niña
- Mariners de Castalla

#### Marxa militar
- Caballería Ministerial
- José Miguel López
- La primera victoria
- Tertulia almogávar
- Torreblanca

#### Marxa mora
- Al peu del castell
- Ben pauet
- Bocairent moro
- Cábila almorávides
- Cavallets 86
- Chimo el besó
- El moro de fusta
- Els moros grocs
- Encuentro de embajadores
- Javier Jover
- Juan Capel "el ñori"
- Kábila TBN-Arabi
- Marcha mora para Primitivo
- Moro de Granada
- Natxo
- Piratas omeyas
- Riquet II
- Sempere

#### Pasdoble
- 44.080
- Álvaro Reig Torró
- Antonio Pérez Francés
- Antonio Torregrosa
- Desfile de parejas
- El miquero
- El que fa vuit
- Flamenco como mi "pare"
- Ganga
- Julio de España
- Lucía la Hurí
- María José
- Meritxell
- Maseros al basi
- Mi granito de arena
- P'als maseros
- Peña el penùltim
- Pepe Perico
- Pepito el sandingo
- Villena 4 de setembre
- Zíngaro Mullor